# Carcoforo
Carcoforo je italská obec v provincii Vercelli v oblasti Piemont. Nachází se zde kostel sv. Kříže.
K 31. prosinci 2011 zde žilo 77 obyvatel.

## Sousední obce
Bannio Anzino (VB), Ceppo Morelli (VB), Fobello, Macugnaga (VB), Rima San Giuseppe, Rimasco